# Lei de Fitts
Em ergonomia, a lei de Fitts é um modelo do movimento humano, que prediz o tempo necessário para mover-se rapidamente desde uma posição inicial até uma zona destino final como uma função da distância até o objetivo e o tamanho deste. A lei de Fitts usa-se para modelar o ato de apontar, tanto no mundo real, por exemplo com uma mão ou dedo, como nos ordenadores, por exemplo com um mouse. Foi publicada por Paul Fitts em 1954.

## O modelo
Matematicamente, a lei de Fitts tem sido formulada de várias formas diferentes. Uma forma comum é a formulação de Shannon (proposta por Scott MacKenzie, e chamada assim por sua semelhança com o teorema de Shannon) para movimento sobre uma única dimensão:
{\displaystyle T=a+b\log _{2}\left({\frac {D}{W}}+1\right)}
onde
- T é o tempo médio necessário para completar o movimento. (Tradicionalmente, os investigadores tem usado o símbolo MT, para indicar movement time, «tempo de movimento» em inglês.)
- a e b são constantes empíricas, e podem ser determinadas aproximando os dados medidos com uma linha reta.
- D é a distância desde o ponto inicial até o centro do objetivo. (Tradicionalmente, os investigadores tem usado o símbolo A para isto, indicando a amplitude do movimento.)
- W é a largura (width em inglês) do objetivo medida sobre o eixo do movimento. Também pode entender-se W como a tolerância de erro permitida na posição final, dado que o ponto final do movimento deve ficar a +/- W/2 do centro do objetivo.

A partir da equação, vemos um compromisso velocidade-precisão relacionado com o ato de apontar, onde os objetivos que são menores ou estão mais distantes necessitam mais tempo para ser alcançados.

## Êxito e consequências da lei de Fitts
A lei de Fitts é um modelo anormalmente bem sucedido e bem estudado. Os experimentos que reproduzem os resultados de Fitts e demonstram sua aplicabilidade em situações muito diferentes não são difíceis de realizar. Os dados medidos em tais experimentos ficam normalmente sobre uma linha reta com um coeficiente de correlação de ao menos 0,95, o que indica que o modelo é muito preciso.
Ainda que Fitts só tenha publicado dois artigos sobre sua lei (Fitts 1954, Fitts e Peterson 1964), centenas de estudos posteriores relacionados com ela aparecem na literatura sobre interação pessoa-ordenador (IPO) e muito provavelmente milhares de estudos na mais ampla literatura sobre psicomotricidade. A lei de Fitts foi aplicada pela primeira vez à IPO por Card, English e Burr (1978), que usaram o índice de rendimento (IP, do inglês index of performance) para comparar diferentes dispositivos de entrada, ficando o mouse em primeiro lugar. (Este trabalho pioneiro, segundo a biografía de Stuart Card, «foi um fator crucial que levaria a Xerox a introduzir comercialmente o mouse».) A lei de Fitts tem sido aplicada sob uma grande variedade de condições, com vários membros diferentes (mãos, pés, miras montadas na cabeça, olhos), dispositivos (de entrada), ambientes físicos (inclusive sob a água) e populações (jovens, idosos, pessoas com incapacidades mentais e indivíduos drogados). Adverte-se que as constantes a, b e IP tem valores diferentes sob cada uma destas condições.
Desde a chegada das interfaces gráficas de usuário (GUI), a lei de Fitts tem sido aplicada a tarefas em que o usuário deve mover a posição do cursor sobre um objetivo da tela, como um "botão" ou outro widget. A lei de Fitts pode modelar as ações de point-and-click (assinalar e clicar) e de drag-and-drop (arrastar e soltar). (Adverte-se que arrastar tem um IP menor associado, porque a maior tensão muscular faz mais difícil assinalar.) Apesar do atrativo do modelo, deve recordar-se que em sua forma original e mais estrita:
- Se aplica só ao movimento em uma única dimensão e não ao movimento em duas dimensões (ainda que se tenha estendido com êxito a duas dimensões na lei de Accot-Zhai).
- Descreve respostas motoras simples como a da mão humana, falhando ao explicar a aceleração de software que normalmente está implementada para um cursor de mouse.
- Descreve movimentos sem treinamento, e não os que se realizam após meses ou anos de prática (ainda que alguns afirmem que a lei de Fitts modela um comportamento de tão baixo nível que o treinamento intensivo não supõe demasiada diferença).

Se, como normalmente afirma-se, a lei segue sendo correta para a ação de assinalar com um mouse, algumas consequências para o desenho de interfaces de usuário são:
- Os botões e outros widgets que haviam de ser assinalados nas GUI devem ter um tamanho razoável, sendo muito difícil clicar nos que sejam pequenos.
- As bordas (por exemplo a barra de mens no Mac OS) e cantos do monitor de vídeo são particularmente fáceis de alcançar porque o cursor fica na borda do mesmo independentemente de quanto mais se mova o mouse, pelo que pode considerar-se que tem amplitude infinita.
- Os menus popup podem ser usados mais rapidamente que os pull-down, ao poupar deslocamentos do usuário.
- Os elementos dos menus radiais se selecionam mais rapidamente e com uma taxa de erro menor que os dos menus lineares, por duas razões: porque todos estão à mesma curta distância do centro do menu, e porque suas áreas de seleção com forma de cunha (que normalmente estende-se até a borda do monitor) são muito grandes.

A lei de Fitts segue sendo um dos poucos modelos preditivos de interação pessoa-computador sólidos e confiáveis, junto com a mais recente lei de Accot-Zhai, que deriva dela.
Ver também a lei de Hick, que modela o tempo que um usuário demora em tomar uma decisão.

## Alguns detalhes matemáticos
O logarítmo da lei de Fitts se denomina índice de dificuldade (ID, do inglês index of difficulty) para o objetivo, e tem unidades de bits. Pode reescrever-se la lei como
{\displaystyle ID=\log _{2}\left({\frac {D}{W}}+1\right)}, sendo {\displaystyle T=a+bID}
Assim, as unidades de b são tempo/bit, por exemplo milisegundos/bit. A constante a pode ser considerada o tempo de reação ou o tempo necessário para clicar um botão.
Os valores de a e b alteram-se segundo as condições sob as quais se realiza a ação de apontar. Por exemplo, tanto um mouse como uma caneta óptica podem ser usadas para assinalar, mas tem associadas diferentes constantes a y b.
Um índice de rendimento (IP, do inglês index of performance), em bits/tempo, pode ser definido para caracterizar quão rápido pode apontar-se, independentemente dos objetivos concretos considerados. Há duas convenções para definir IP: uma é IP = 1/b (que tem a desvantagem de ignorar o efeito de a) e a outra é IP = IDmédia/MTmédia (que tem a desvantagem de depender de uma «média» ID arbitrariamente escolhida). Para uma discussão sobre estas duas convenções, ver Zhai (2002). Qualquer seja a definição usada, medir o IP de diferentes dispositivos de entrada permite comparar estes a respeito de sua capacidade para apontar.
Ligeiramente diferente da formulação de Shannon é a formulação original de Fitts:
{\displaystyle ID=\log _{2}\left({\frac {2D}{W}}\right)}
Aqui o fator de 2 não é particularmente importante: esta forma do ID pode ser reescrita com este fator incluido como alterações nas constantes a e b. O «+1» da fórmula de Shannon, entretanto, representa uma diferença relacionada à fórmula original de Fitts, especialmente para valores baixos da razão D/W. A fórmula de Shannon tem a vantagem de que o ID é sempre não negativo, e resulta encaixar melhor com os dados medidos.

## Uma derivação da lei de Fitts
A lei de Fitts pode derivar-se vários modelos de movimento. Na continuação se considera um muito simples que inclui respostas discretas e deterministas. Ainda que este modelo seja excessivamente simplista, proporciona certa intuição sobre a lei.
Considere-se que o usuário se move até o objetivo em uma sequência de submovimentos. Cada um destes requer um tempo constante t para ser realizado, e supõe uma fração constante 1-r da distância restante até o centro do destino, onde 0 < r < 1. Assim, se o usuário está inicialmente a uma distância D do destino, a distância restante após o primeiro submovimento é rD, e a distância restante após o enésimo submovimento é rnD. (Em outras palavras, a distância restante ao centro do destino é uma função que decresce exponencialmente com o tempo.) Seja N o número (possivelmente fracionário) de submovimentos necessário para alcançar o objetivo. Então,
{\displaystyle r^{N}D={\frac {W}{2}}}
Destacando N:
| N | {\displaystyle =\log _{r}{\frac {W}{2D}}}                        |                                  |
|   | {\displaystyle ={\frac {1}{log_{2}r}}\log _{2}{\frac {W}{2D}}}   | (porque logxy = (logzy)/(logzx)) |
|   | {\displaystyle ={\frac {1}{log_{2}1/r}}\log _{2}{\frac {2D}{W}}} | (porque logxy = -logx1/y)        |

O tempo necessário para todos os submovimentos é:
{\displaystyle T=Nt={\frac {t}{log_{2}1/r}}\log _{2}{\frac {2D}{W}}}
Definindo apropiadamente as constantes a e b, isto pode ser reescrito como
{\displaystyle T=a+b\log _{2}{\frac {D}{W}}}
A derivação anterior é similar a que figura em Card, Moran e Newell (1983). Para uma crítica do modelo determinista de correções interativas, ver Meyer et al. (1990).